# Basilika Nossa Senhora do Pilar

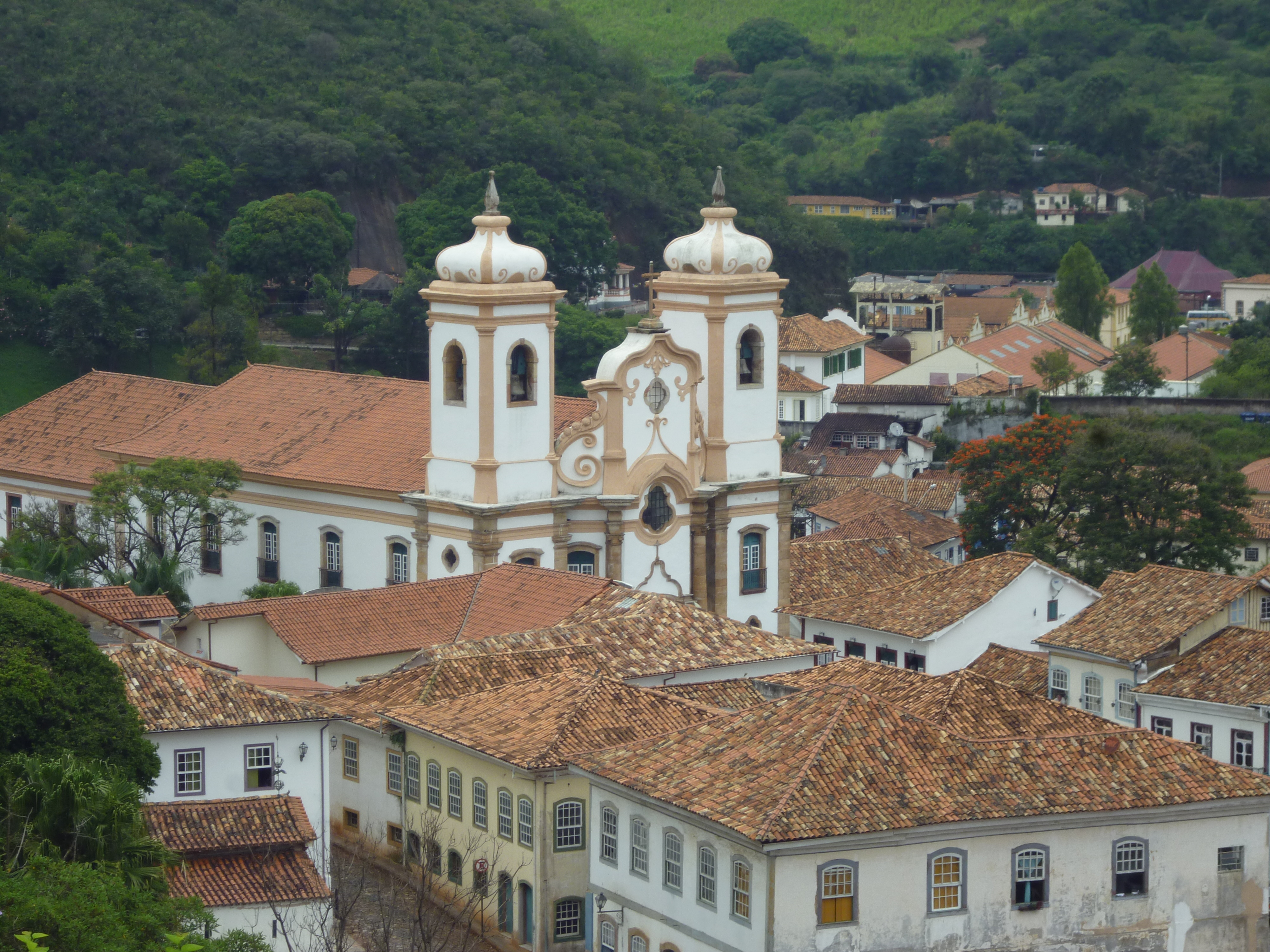
Basílika Nossa Senhora do Pilar

Die Basilika Nossa Senhora do Pilar ist eine römisch-katholische Kirche in Ouro Preto im brasilianischen Bundesstaat Minas Gerais. Die Mutterkirche (portugiesisch Igreja Matriz) wurde in der Goldgräberzeit des Bundesstaates Anfang des 18. Jahrhunderts im Stil des brasilianischen Barock und genauer des Barroco Mineiro errichtet. Sie ist Teil der UNESCO-Welterbestätte Historische Stadt Ouro Preto. Die Kirche des Erzbistums Mariana wurde nach Unserer Lieben Frau auf dem Pfeiler benannt und trägt seit 2012 den Titel einer Basilica minor.

## Geschichte

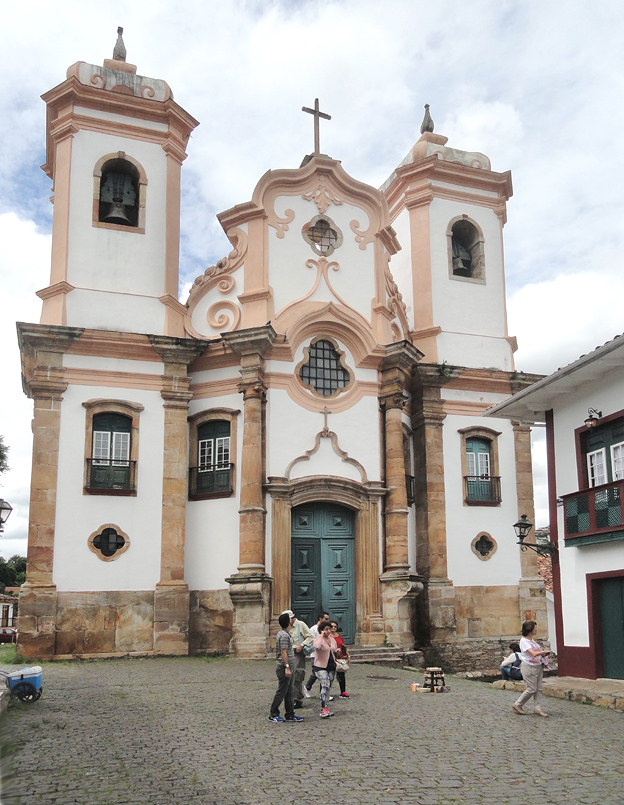
Fassade der Basilika

Die Verehrung der Nossa Senhora do Pilar wurde wahrscheinlich in der Bandeira von Bartolomeu Bueno aus São Paulo mitgebracht, und das Bildnis wurde in der ursprünglichen kleinen Kapelle, die dem Kirche vorausging, aufbewahrt.
Die heutige Kirche wurde um eine 1696 oder in den ersten Jahren des 18. Jahrhunderts errichtete Kapelle herum gebaut und 1712 vergrößert, wobei die wichtigsten Eingriffe erst gegen Ende des Jahrhunderts erfolgten. Aufzeichnungen zufolge wurde der Bau vom Gouverneur selbst gefördert.
Die Pfarrei Pilar war die reichste und bevölkerungsreichste in Vila Rica, da sie die meisten Bruderschaften versammelte, und daher erhielt sie mehr Dekorationen, um sich auf einen „guten Tod“ vorzubereiten. Die Bruderschaften hatten bestimmte Plätze in der Kirche, womit die soziale Hierarchie der Gläubigen repräsentiert wurde. Die Bauarbeiten begannen unüblicherweise am Kirchenschiff, um in der ursprünglichen Kapelle die Gottesdienste fortführen zu können. Deren Abriss erfolgte erst zwischen 1731 und 1733. In dieser Zeit wurde das Allerheiligste Sakrament in die Kirche von Rosário gebracht. Seine Rückkehr nach Pilar fand im Rahmen eines großen Festes statt, der Prozession des Eucharistischen Triumphes, die in der Geschichte von Ouro Preto berühmt wurde.
Die Ausschmückung des Kirchenschiffs wurde zwischen 1735 und 1737 vorgenommen, einschließlich der Wiederaufstellung von Seitenaltären mit vergoldeten Schnitzereien. Der Chor wurde zwischen 1741 und 1754 gebaut und ausgestattet, aber die Arbeiten wurden aufgrund des Konkurses von Antônio Francisco Pombal im Jahr 1744 und des Todes des Schnitzers Francisco Xavier de Brito im Jahr 1751 unterbrochen. In diesem Jahr wurde der Kreuzgang fertiggestellt.
Die Fertigstellung der Ausgestaltung dauerte weitere zwanzig Jahre, da es im Gewölbe bauliche Probleme gab, die durch eindringenden Regen verursacht wurden. Weitere Schwierigkeiten ergaben sich aus der Instabilität eines der Türme, der einzustürzen drohte. 1781 wurde die Lehmkonstruktion durch ein Steinmauerwerk ersetzt. Das gleiche Problem trat später an einer der Seitenwände auf, die 1825 ebenfalls durch Mauerwerk ersetzt wurde. 1848 wurden das steinerne Risalit und der andere Turm fertiggestellt.  Die heutige Fassade, die Mitte des 19. Jahrhunderts errichtet wurde, ersetzt die Fassade aus dem 18. Jahrhundert und stellt laut IPHAN „eine Art Synthese aus den Risaliten von Rosário und São Francisco dar, wobei auch der Giebel unter dem Einfluss von Carmo steht, wie Germain Bazin feststellte“.
In regelmäßigen Abständen kam es zu Erweiterungen der Ornamente. Besondere Sanierungsmaßnahmen waren die dringende Reparatur eines Turms im Jahr 1781, die Ersetzung einer Flechtwerkwand im Jahr 1825, da sie seit 1818 einzustürzen drohte, und die Fertigstellung des Risalits und des Evangeliumsturms im Jahr 1848.

## Architektur

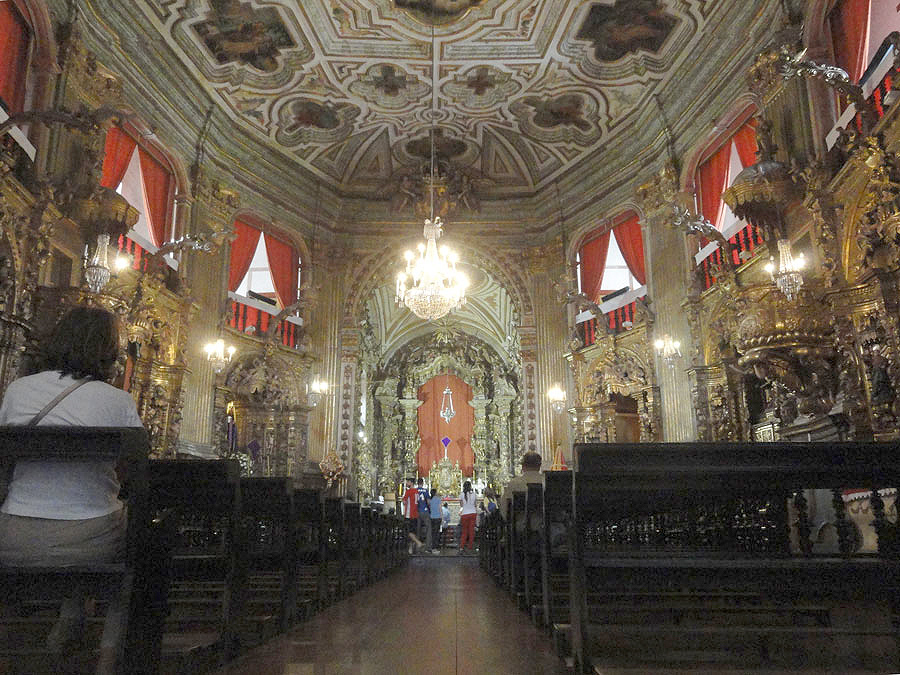
Innenraum

Der Entwurf der Kirche wird dem Militäringenieur Pedro Gomes Chaves Xavier zugeschrieben, der sich auf einen polygonalen Grundriss aus dem Jahr 1736 stützt, der Antônio Francisco Pombal zugeschrieben wird. Nach Einschätzung von IPHAN folgt der Grundriss dem traditionellen Barockmodell in Minas Gerais,

„... gekennzeichnet durch das Nebeneinander von zwei rechteckigen Baukörpern, von denen der erste dem Kirchenschiff und der zweite dem Chor und der Sakristei entspricht, mit dem traditionellen Konsistorium im zweiten Stockwerk. Der Zugang zur Sakristei erfolgt über seitliche Gänge, die von Emporen überragt werden. Die polygonale Form des Kirchenschiffs ist das Ergebnis einer hölzernen Säulenstruktur mit schweren Stützen, die den Rahmen der Altaraufsätze und der Tribünen tragen und bis zum Dach reichen“

Eine der Besonderheiten dieses Gotteshauses ist die Versetzung der Eingangstür, ein Mittel, das „ein Gefühl von Überraschung und Charme“ hervorrufen soll.

## Ausstattung

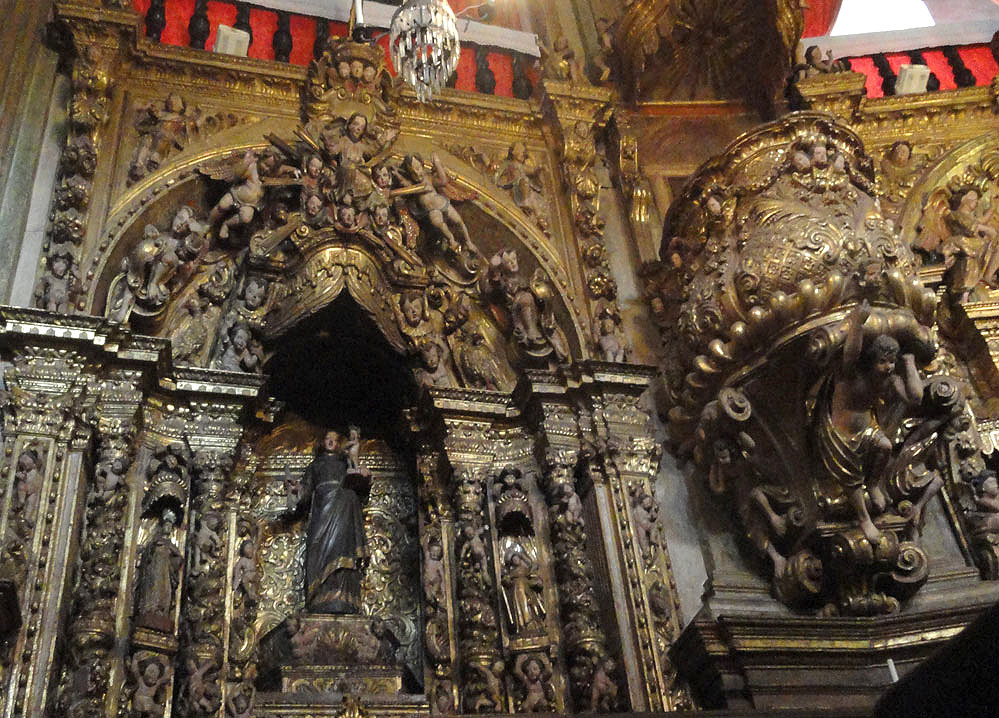
Detail des Sankt-Antonius-Altars und der Kanzel.

Der Innenraum ist mit Schnitzarbeiten geschmückt, die laut Adalgisa Campos von Antônio da Silva und Antonio Francisco Pombal, dem Bruder von Aleijadinhos Vater, ausgeführt wurden. Sie erwähnt auch, dass die Altäre von St. Michael, des Herrn der Stufen, des Rosenkranzes und St. Anna zwischen 1733 und 1735 von Manoel de Brito gefertigt wurden. Der einzige Altar, an dem keine Arbeiten durchgeführt wurden, war der von Santo Antônio.  IPHAN hingegen stellt folgendes fest:

„Über die Seitenaltäre und Kanzeln, die von privaten Bruderschaften errichtet wurden, ist nichts bekannt. Die sechs Altäre, die dem heiligen Antonius und der Schmerzensmutter geweiht sind (der erste und der dritte auf der Seite des Evangeliums), sind bekanntlich älter als die anderen und gehörten vielleicht schon zur Urkirche. Die Kronen hingegen wurden wahrscheinlich von Antônio Francisco Pombal neu angefertigt. Die vier übrigen Altäre und die beiden Kanzeln sind vollständig vergoldet und zeichnen sich durch einen raffinierten Barock mit üppigen Ornamenten aus. Das gesamte Ensemble muss in der Zeit zwischen 1730 und 1740 angesiedelt sein.“

Die Schnitzereien variieren zwischen dem portugiesischen Nationalstil und dem Joanin, die zwei Phasen des Barock umfassen,  die Malerei und ein szenischer Kunstgriff, die Marmorierung, wurden von João de Carvalhais und Bernardo Pires ausgeführt.
Die Schnitzerei des Altarraums, die als Meisterwerk des zeitgenössischen Handwerks gilt, wurde von Francisco Xavier de Brito geschaffen und von 1746 bis 1751, d. h. bis zu seinem Tod, ausgeführt.  Das Werk zeigt die Virgem do Pilar, die an einem Platz thront, der traditionell dem Allerheiligsten vorbehalten ist, und die Krönung ist von verschiedenen Engeln und Putten unterschiedlicher Größe umgeben. Salomonische Säulen und Pilaster wurden als tragende Elemente übernommen, aber sie verherrlichen auch Stärke und Männlichkeit.
Der Kreuzbogen ist das Werk des Schnitzers Ventura Alves Carneiro aus dem Jahr 1751. Der prächtige Thron des Altarraums wurde 1754 von José Coelho de Noronha geschnitzt.
Die Wand des Kirchenschiffs ist mit einem Rokoko-Gemälde aus dem Jahr 1768 dekoriert, das ebenfalls João de Carvalhais zugeschrieben wird. Auf 15 Tafeln mit marmorierten und glitzernden Rahmen werden Passagen aus dem Alten Testament dargestellt.
In der Sakristei befindet sich das Museu de Arte Sacra do Pilar (Museum für sakrale Kunst von Pilar), das etwa 8000 Stücke aus dem 17. bis 19. Jahrhundert sowie Dokumente und einige der bei der Feier des Allerheiligsten Sakraments und der Karwoche verwendeten Gewänder beherbergt.